# Dragostea din tei
〈Dragostea din Tei(드라고스테아 딘 테이, →보리수나무아래에서의 사랑)〉는 몰도바 팝 그룹인 O-Zone의 루마니아어 싱글이다. O-Zone의 멤버 단 벌란(Dan Bălan)이 작사·작곡하였다. 2003년 O-Zone이 활동하고 있던 루마니아에서 싱글 음반으로 발매되었다.
그러다가 이탈리아에서 활동하는 루마니아 댄스 가수 하이두치(Haiducii, 본명 파울라 미트라케 Paula Mitrache)가 같은 곡을 부른 것을 2004년 이탈리아에서 싱글 음반으로 발매하여 크게 성공하였다. 이에 힘입어 O-Zone의 원곡도 기타 유럽 국가에서 2004년 봄을 전후하여 싱글 음반으로 발매되어 유럽에서 2004년 최고의 여름 인기곡 가운데 하나가 되었고 그해 유럽에서 가장 많이 팔린 싱글 음반 가운데 하나가 되었다. 하지만 O-Zone과 하이두치는 서로 상대방이 곡을 허가 없이 도용했다고 주장했고 O-Zone이 하이두치를 고발하자 하이두치 역시 맞고소로 대응했으며 루마니아 재판소는 해당곡의 작사 및 작곡자를 가려내는 과정을 거쳤는데 O-Zone의 멤버인 단 벌란이 드라고스테아 딘 테이의 작곡가라는 것을 밝혀내게 되어 O-Zone의 손을 들어주었다. 이후 하이두치는 전 세계적인 비판을 받고 해체되었다.
O-Zone과 하이두치가 부른 〈드라고스테아 딘 테이〉의 두 버전은 매우 비슷하다. 다른 점은 뮤직비디오의 내용인데 O-Zone의 곡은 경비행기를 빌려서 하늘에 떠 있는 경비행기 위에서 위험을 무릅쓰고 촬영된 것이지만 하이두치의 곡은 호텔을 빌려서 촬영했다. 이탈리아에서는 하이두치의 곡이 인기 순위 1위에 올랐으나 유럽 대부분의 국가들에서는 O-Zone의 곡이 발매된 영국에서의 인기에 힘입어 O-Zone의 곡이 더 큰 성공을 거두었다. 그런데 독일에서는 이 재판 이후 두 버전이 동시에 1, 2위에 오르는 일도 일어났다.

## 인터넷에서의 인기와 리메이크
〈드라고스테아 딘 테이〉는 유럽에서 최고 인기를 달렸지만 미국에는 잘 알려지지 않고 있었다. 그러다가 게리 브롤스마(Gary Brolsma)라는 미국인이 이 음악을 립싱크한 동영상이 인터넷에 공개되었다. 이것은 곧 큰 인기를 끌었고, 2005년 2월에는 뉴욕 타임즈에 실리기까지 했다. ‘Numa Numa’라는 이름이 붙은 이 동영상은 여러 가지로 패러디되기도 했다.주로 딥페이크를 이용해서 특정인의 얼굴이 노래를 부르는 것처럼 만드는 것이다.
이는 일본 2채널에서 ‘마이야히(マイアヒ)’라는 제목으로, 2채널 특유의 아스키 아트 플래시로도 나왔다. 이 플래시들은 대부분 루마니아어 가사를 일본어 발음으로 옮겨서 말이 안 되는 가사로 바꾸어놓은 것이었다. 한국에서도 잠시 여러 플래시 동영상이 퍼졌었지만, 이 플래시 동영상들은 일본어를 잘 알고 있어야만 이해가 가는 내용이라서 큰 인기를 끌지는 못했다. 또 판타지 개그의 제작자인 장땡도 이 곡을 이용한 플래시 동영상을 제작하였다.
2005년 3월에는 《恋のマイアヒ(사랑의 마이아히)》라는 제목으로 일본에서 싱글 음반이 발매되었다. 그리고 여러 개의 리믹스 음반이 출시되었다. 이런 인기의 영향인지 2006년 2월에 SM 엔터테인먼트에서 이 음반을 대한민국에 발매하였다.
대한민국의 배우, 가수인 현영의 1집 앨범에는 〈드라고스테아 딘 테이〉의 번안곡인 〈누나의 꿈〉이 수록되어 있다.
싱가포르의 가수인 곽미미(郭美美)는 〈드라고스테아 딘 테이〉의 번안곡인 〈부파부파〉(중국어: 不怕不怕→무섭지 않아)을 발표했다.
독일의 아티스트 이탈로브라더스의 곡인 〈My Life Is A Party〉는 리메이크 중에서 가장 상업적으로 성공한 곡으로 불린다.
리한나가 피처링한 T.I.의 곡 《Live Your Life》는 이 곡을 샘플링했다.
2018년에는 단 벌란이 〈누마 누마 2〉를 발표했다. 말리 워터스가 피처링했으며 에이벡스에서 출시를 했기 때문에 《사랑의 마이아히 2018》이라는 별칭으로 불린다.